# Chrysocolaptes
Chrysocolaptes este un gen de păsări din familia ciocănitoarelor Picidae, care se găsesc în sudul și sud-estul Asiei. 

## Taxonomie
Genul a fost introdus de zoologul englez Edward Blyth⁠(d) în 1843. Specia tip a fost desemnată Chrysocolaptes strictus de ornitologul scoțian Edward Hargitt⁠(d) în 1890. Numele genului combină greaca veche khrusos care înseamnă „aur” și kolaptēs care înseamnă „daltă”. Genul aparține tribului Campephilini din subfamilia Picinae și este taxon soră cu ciocănitoarea cu spatele portocaliu, singura specie din genul Reinwardtipicus.

### Specii
Genul conține zece specii:
- Chrysocolaptes validus
- Chrysocolaptes festivus
- Chrysocolaptes guttacristatus
- Chrysocolaptes socialis
- Chrysocolaptes stricklandi
- Chrysocolaptes strictus
- Chrysocolaptes haematribon
- Chrysocolaptes xanthocephalus
- Chrysocolaptes lucidus
- Chrysocolaptes erythrocephalus

## Galerie

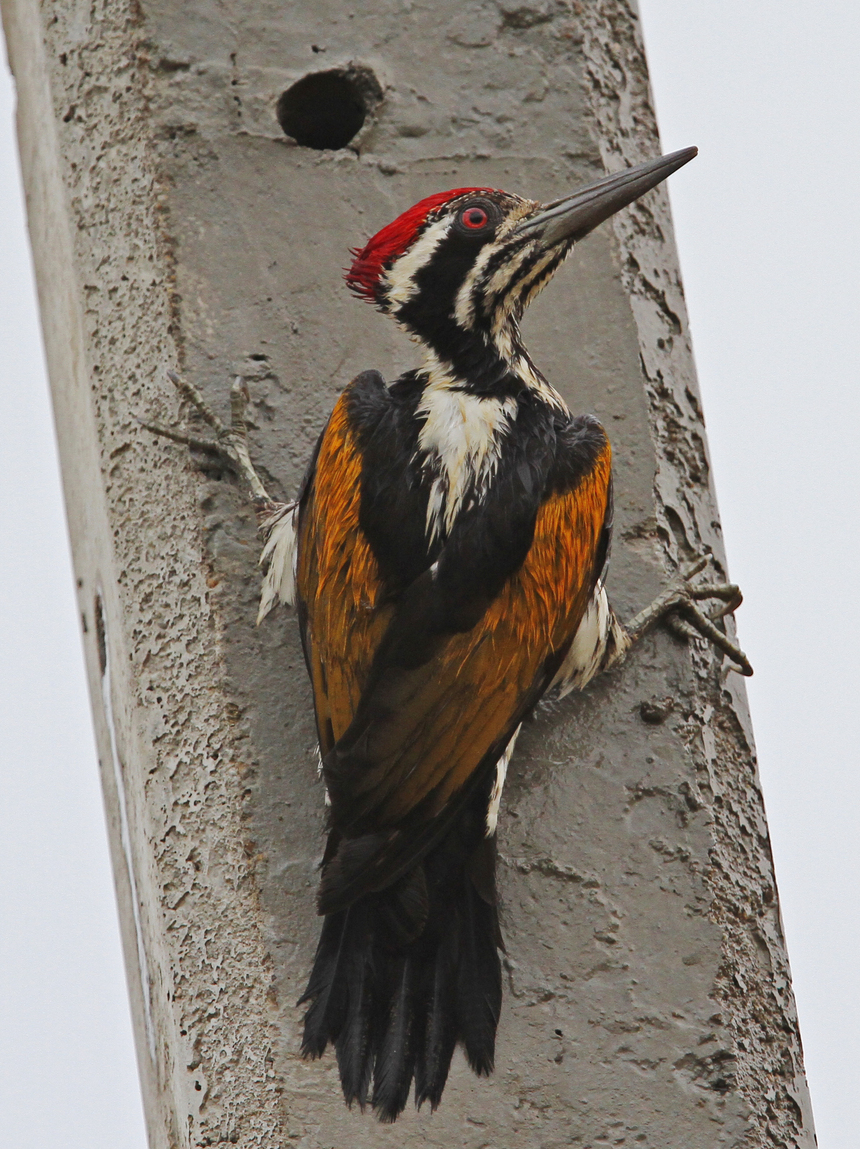
Chrysocolaptes festivus
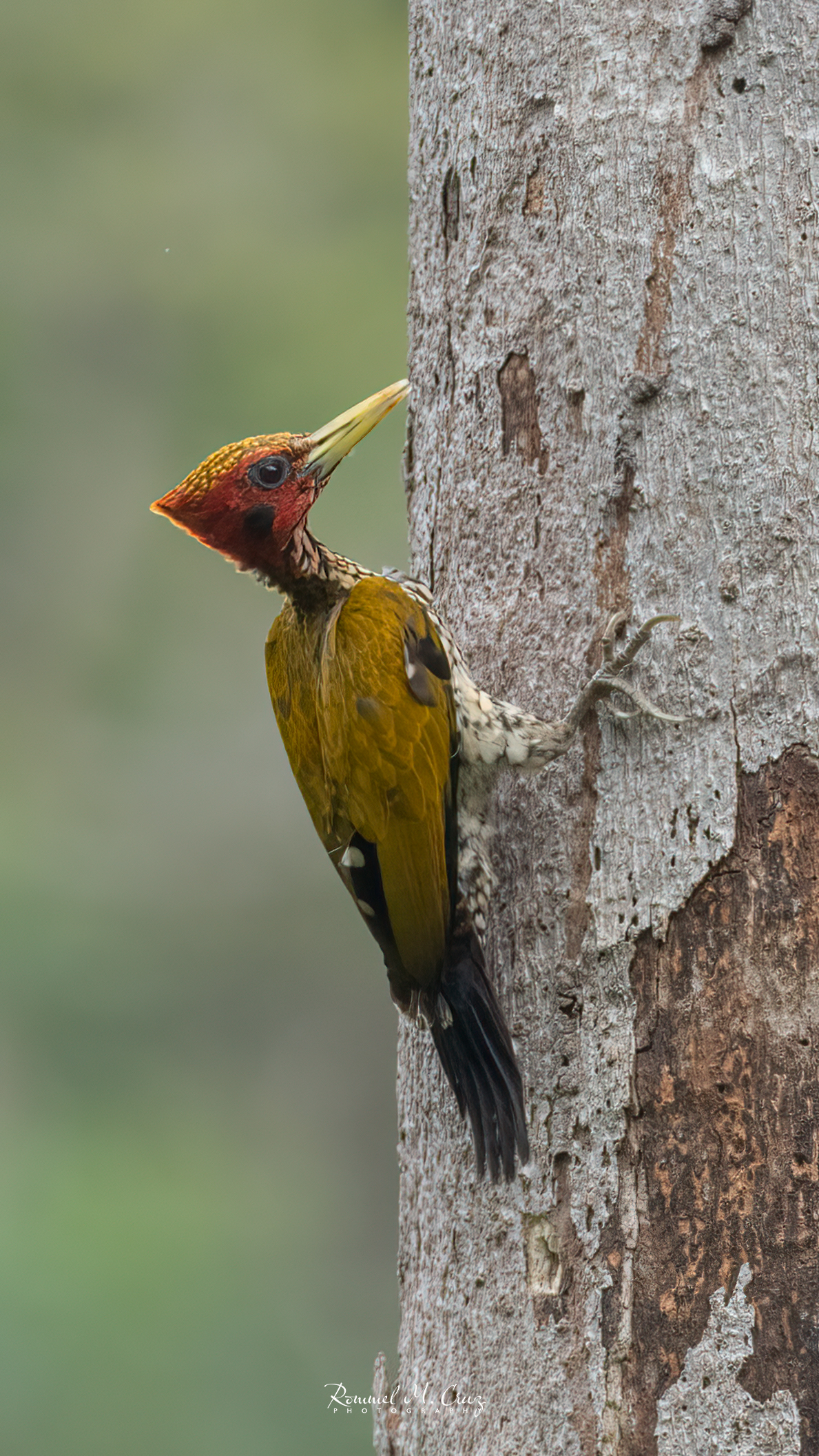
Chrysocolaptes erythrocephalus
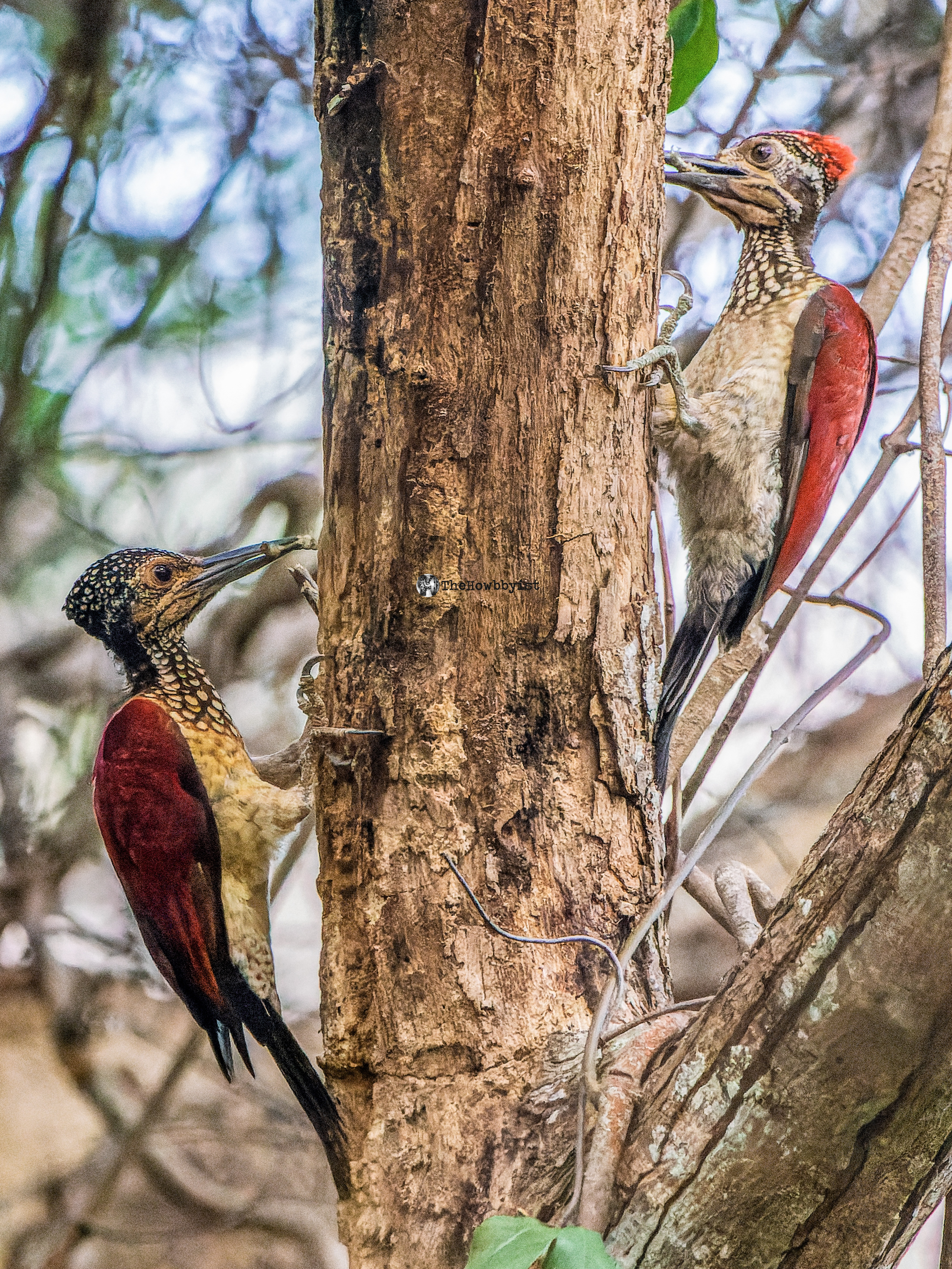
Chrysocolaptes haematribon
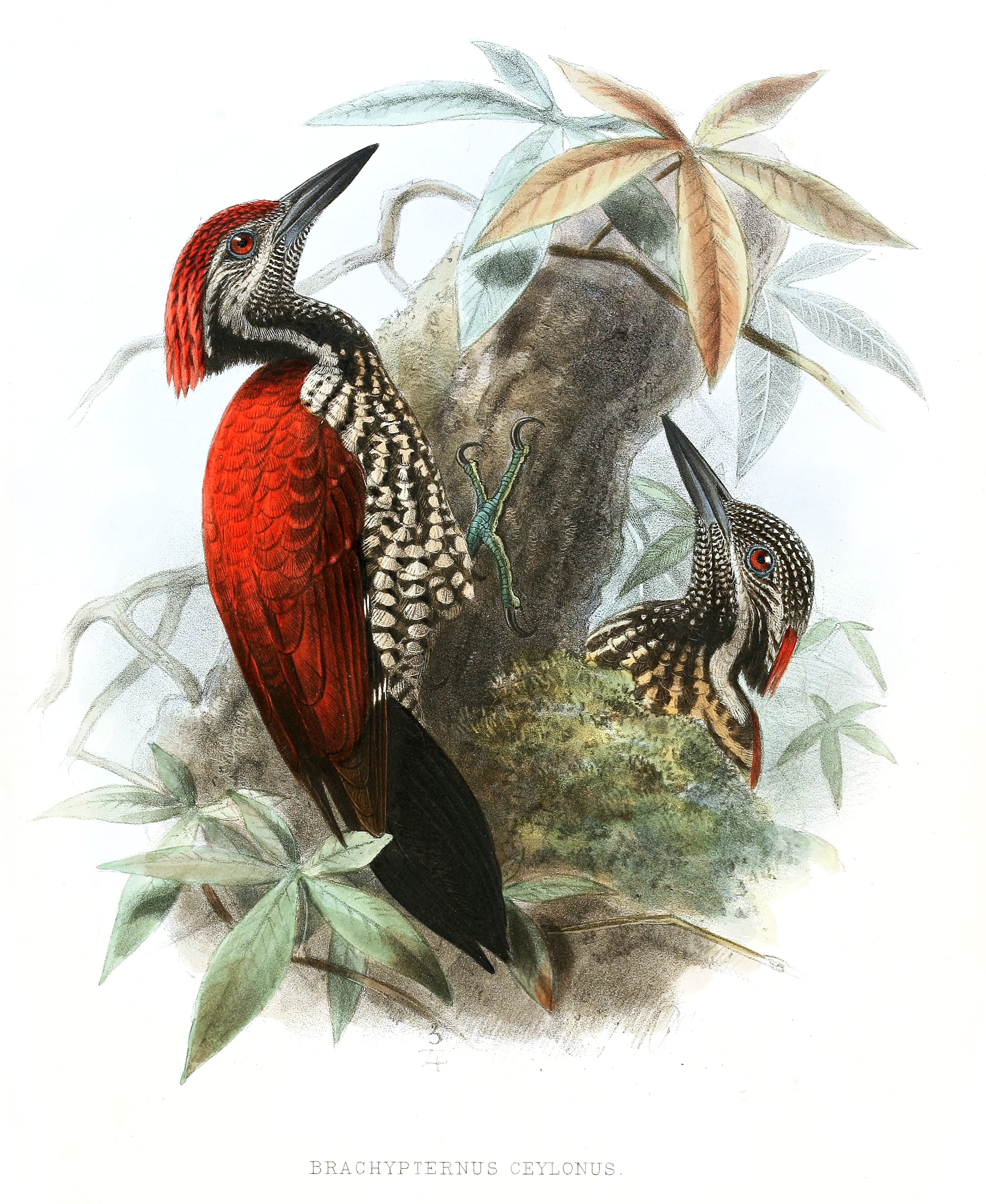
Chrysocolaptes stricklandi
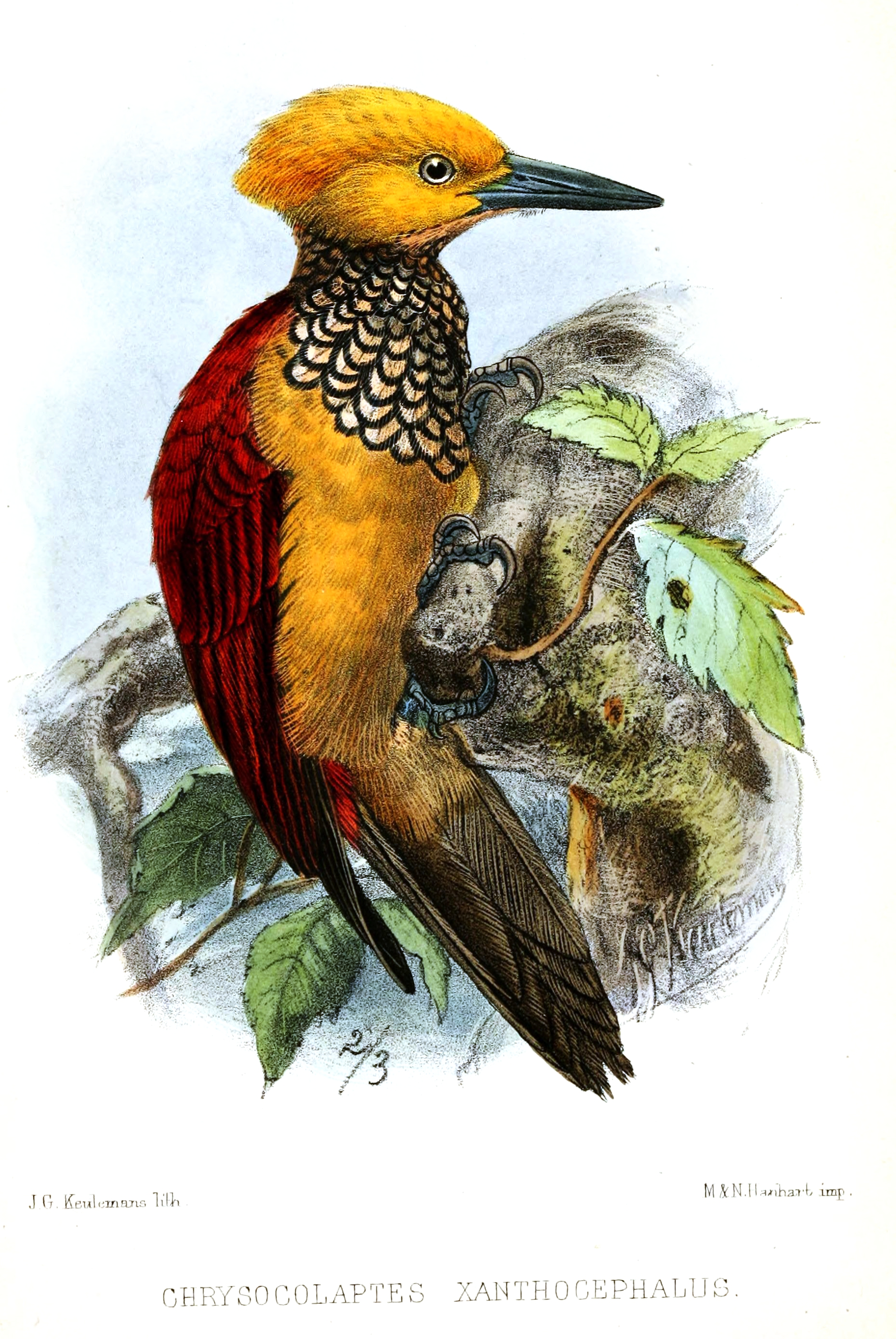
Chrysocolaptes xanthocephalus